# Nina Bußmann

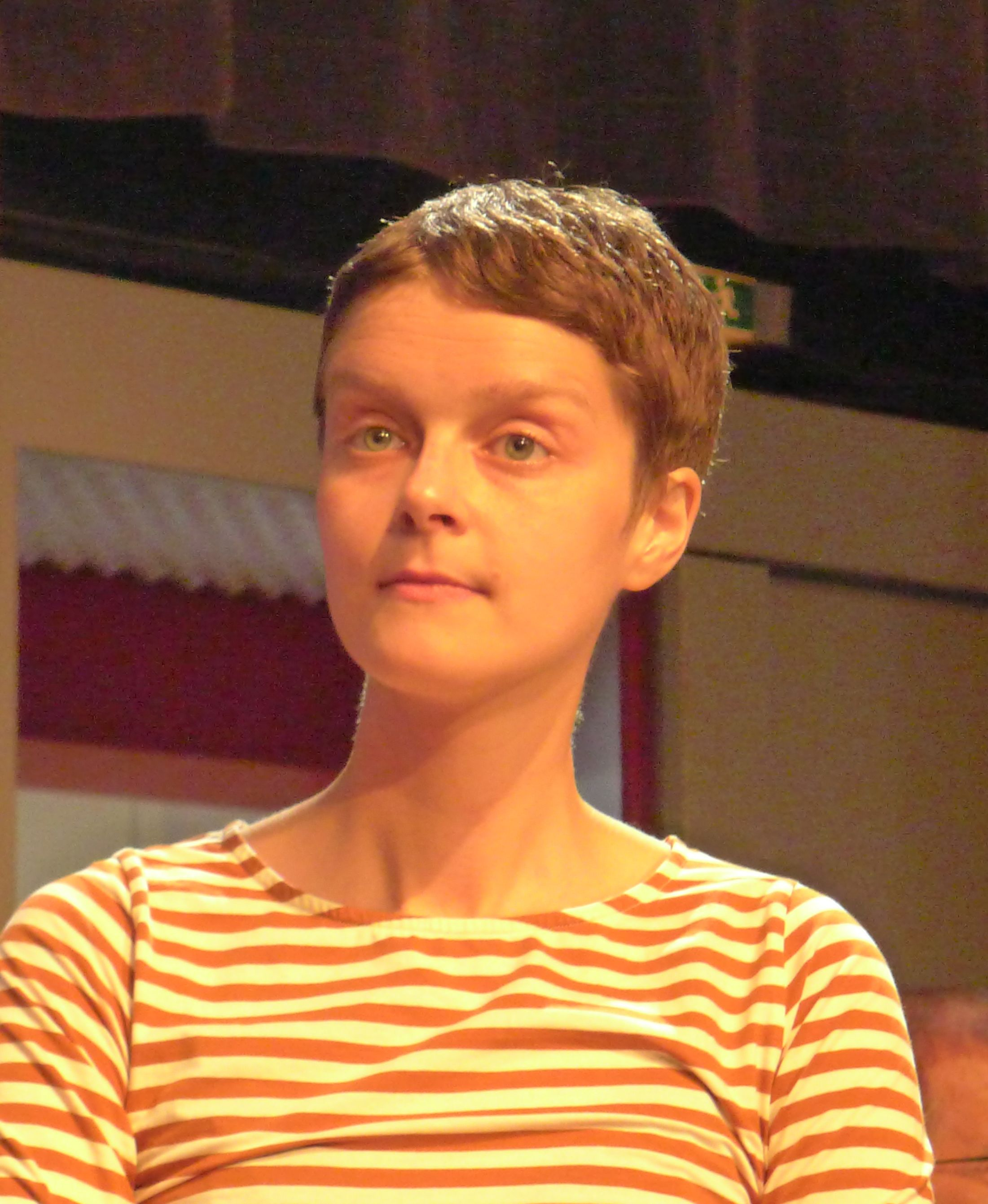
Nina Bußmann (2011)

Nina Bußmann (* 1980 in Frankfurt am Main) ist eine deutsche Schriftstellerin.

## Leben
Bußmann studierte Komparatistik und Philosophie an der FU Berlin und der Universität Warschau. 2009 erhielt Bußmann ein Artist-in-residence-Stipendium der Stiftung Künstlerdorf Schöppingen und 2013 das Alfred-Döblin-Stipendium der Berliner Akademie der Künste. Im Rahmen des 35. Ingeborg-Bachmann-Preises 2011 gehörte sie zu den Nominierten und erhielt den 3sat-Preis für ihren Wettbewerbsbeitrag, einen Auszug aus dem Prosawerk Große Ferien. Der Anfang 2012 im Suhrkamp Verlag erschienene Roman über einen Physiklehrer feiert den „Zweifel als Erzählprinzip“. 2019 erhielt sie für den unveröffentlichten Roman Dickicht den Robert-Gernhardt-Preis.
Bußmann lebt und arbeitet in Berlin.

## Werke
- Große Ferien. Roman. Suhrkamp, Berlin 2012; als Taschenbuch ebd. 2014, ISBN 978-3-518-46524-0.
- Der Mantel der Erde ist heiß und teilweise geschmolzen. Roman. Suhrkamp, Berlin 2017, ISBN 978-3-518-42580-0.
- Dickicht. Roman. Suhrkamp, Berlin 2020, ISBN 978-3-518-42910-5.
- Drei Wochen im August. Roman. Suhrkamp, Berlin 2025, ISBN 978-3-518-43221-1.

## Auszeichnungen
- 2009 Stipendium Stiftung Künstlerdorf Schöppingen
- 2011 3sat-Preis beim 35. Ingeborg-Bachmann-Preis
- 2012 Sepp-Schellhorn-Stipendium, Literaturstipendium im Herrenhaus Edenkoben[5]
- 2013 Alfred-Döblin-Stipendium
- 2014 Werkstipendium des Deutschen Literaturfonds[6] und Einladung als Writer in Residence an die Universität Nanjing, China[7]
- 2015 Heinrich-Heine-Stipendium
- 2016 Literaturstipendium des Berliner Senats
- 2019 Robert-Gernhardt-Preis für das Romanprojekt Dickicht
- 2022 Alfred-Döblin-Stipendium
- 2025 Platz 1 der SWR-Bestenliste für Drei Wochen im August (April)